# Carouge
Carouge (toponimo francese) è un comune svizzero di 22 336 abitanti del Canton Ginevra; ha lo status di città.

## Origini del nome
Carouge venne menzionata per la prima volta nell'Alto Medioevo come Quadruvium o Quatruvio.  Nel 1248 venne menzionata come Carrogium mentre nel XIV secolo era nota come Quarrouiz o Quarroggi.  Nel 1445 venne menzionata come Quaroggio.

## Storia
La città attuale venne costruita da Vittorio Amedeo III di Savoia, re di Sardegna e duca di Savoia, a partire dagli anni 1760-1770; ottenne lo status di città nel 1786. Nel 1792 le truppe francesi invasero di sorpresa il Regno di Sardegna e la Francia annetté la Savoia, che divenne il dipartimento del Monte Bianco, suddiviso in 7 distretti tra cui proprio quello di Carouge (composto, a sua volta, da 8 cantoni e 85 comuni). A seguito dell'annessione alla Francia del Canton Ginevra, il dipartimento del Monte Bianco, con legge dell'8 fruttidoro del 1798 (25 agosto), fu privato della sua parte settentrionale (Bonneville, Cluses, Thonon-les-Bains), che fu annessa al nuovo dipartimento del Lemano, il cui capoluogo era la città di Ginevra; furono così trasferiti i distretti di Carouge e di Thonon e una parte del distretto di Cluses.

## Monumenti e luoghi d'interesse

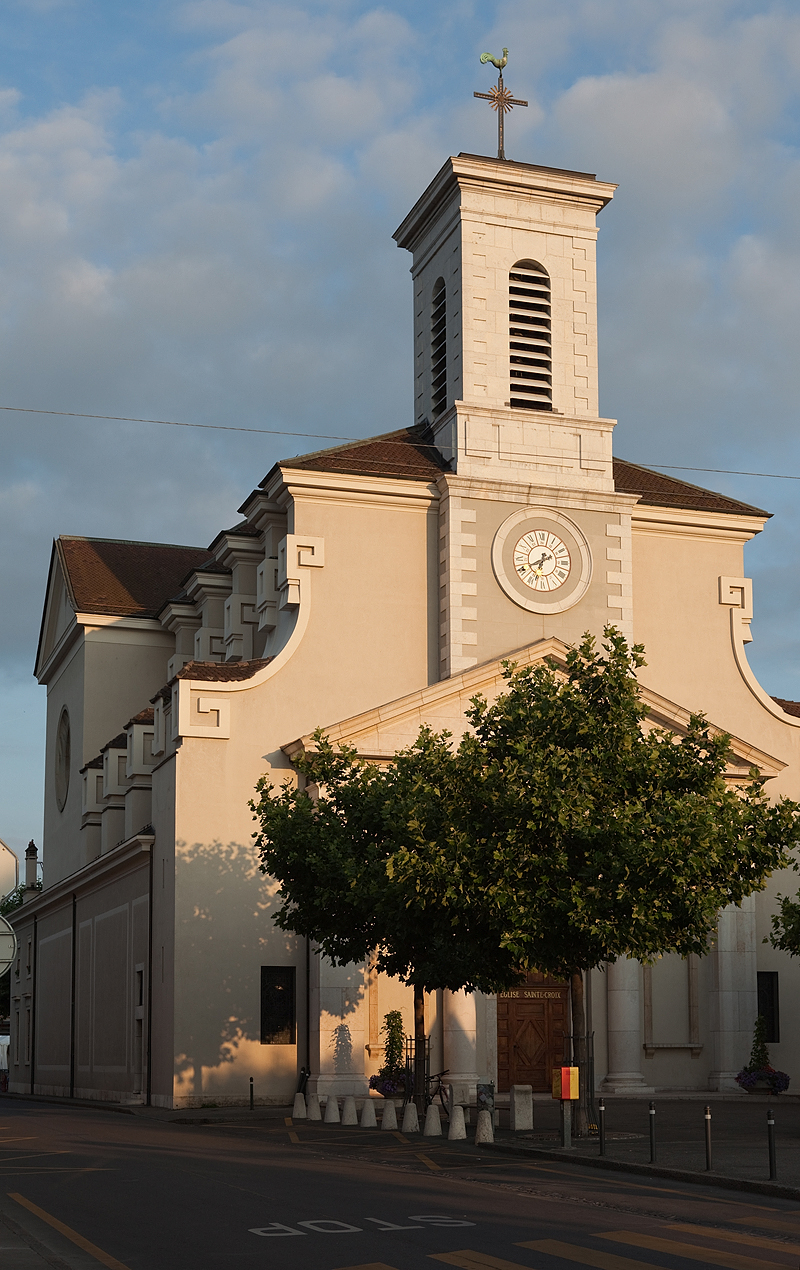
La chiesa cattolica della Santa Croce

- Chiesa cattolica della Santa Croce, eretta nel 1777[1].
- Statue Titeuf, una statua di Titeuf situata davanti al Ciné photo club de Carouge.

## Società

### Evoluzione demografica
L'evoluzione demografica è riportata nella seguente tabella:
Abitanti censiti

## Infrastrutture e trasporti
Carouge è servita dalla rete tranviaria di Ginevra (linee 12, 15 e 18).

## Amministrazione
Ogni famiglia originaria del luogo fa parte del comune patriziale che ha la responsabilità della manutenzione di ogni bene comune.